# Fuse
Fuse é o oitavo álbum de estúdio do cantor australiano Keith Urban, lançado a 10 de Setembro de 2013 através da Capitol Nashville. Conta com a participação dos artistas Miranda Lambert e Eric Church. A sua promoção foi antecedida pelo primeiro single, "Little Bit of Everything", editado a 14 de Maio de 2013. O disco estreou na primeira posição da Billboard 200 dos Estados Unidos com 98 mil cópias vendidas.

## Desempenho nas tabelas musicais

### Posições
| Tabela musical (2013)                     | Melhor posição |
| ----------------------------------------- | -------------- |
| Austrália - ARIA Albums Chart             | 1              |
| Canadá - Canadian Albums                  | 1              |
| Estados Unidos - Billboard 200            | 1              |
| Estados Unidos - Billboard Country Albums | 1              |